# Alfred Aston
Alfred Aston (Chantilly, Francia, 16 de mayo de 1912-10 de febrero de 2003) fue un jugador de fútbol y entrenador francés que se desempeñaba como mediocampista. Formó parte de la selección nacional de fútbol de Francia en la Copa Mundial de fútbol de 1934 y 1938. Jugó 31 partidos para su país.
Jugó al fútbol hasta la edad de 44 años, en Tours FC, donde fue jugador y entrenador.
Nació de un padre inglés y de una madre francesa.

## Equipos

### Como jugador
| Equipo                         | País    | Años      | PJ | Goles |
| ------------------------------ | ------- | --------- | -- | ----- |
| Red Star FC                    | Francia | 1932-1938 | ?  | ?     |
| RC Paris                       | Francia | 1938-1941 | ?  | ?     |
| Red Star FC                    | Francia | 1941-1946 | ?  | ?     |
| Angers SCO                     | Francia | 1946–1947 | ?  | ?     |
| Stade Français FC              | Francia | 1947–1948 | ?  | ?     |
| CA Paris                       | Francia | 1948–1949 | ?  | ?     |
| CS Fontainebleau               | Francia | 1949–1950 | ?  | ?     |
| AC Amboise                     | Francia | 1950–1951 | ?  | ?     |
| Tours FC                       | Francia | 1951–1956 | ?  | ?     |
| Selección de fútbol de Francia | Francia | 1934–1946 | 31 | 5     |

### Como entrenador
| Equipo           | País    | Años      |
| ---------------- | ------- | --------- |
| CA Paris         | Francia | 1948-1949 |
| CS Fontainebleau | Francia | 1949-1950 |
| AC Amboise       | Francia | 1950–1951 |
| Tours FC         | Francia | 1951–1956 |

## Palmarés
| Título          | Club        | Año  |
| --------------- | ----------- | ---- |
| Copa de Francia | Red Star FC | 1942 |